# 第27回NHK紅白歌合戦
『第27回NHK紅白歌合戦』（だいにじゅうななかいエヌエイチケイこうはくうたがっせん）は、1976年（昭和51年）12月31日にNHKホールで行われた、通算27回目のNHK紅白歌合戦。21時から23時45分にNHKで生放送された。

## 出演者

### 司会者
- 紅組司会：佐良直美
- 白組司会：山川静夫アナウンサー
- 総合司会：相川浩アナウンサー
- 紅組応援団：浅茅陽子（この年上期の連続テレビ小説『雲のじゅうたん』のヒロイン・小野間（稲葉）真琴役）、仁科明子[注釈 1]（『その人は今…』の須川美佐役）
- 白組応援団：中条静夫（『雲のじゅうたん』のヒロインの父・小野間左衛門役）、草刈正雄（この年の大河ドラマ『風と雲と虹と』の鹿島玄明役）
- テレビ中継：金子辰雄アナウンサー
- 得点集計スタジオ：中江陽三アナウンサー

佐良は3年連続4度目、山川は5年連続5度目（白組司会は3年連続3度目）、相川は2年連続2度目の担当となった。
紅組司会には他に、和田アキ子、由紀さおり、梓みちよ、海原千里・万里（前回の応援団）、浅茅陽子らがあった。浅茅は、「やはり新人には荷が重いのでは?」という意見で、将来の司会込みで今回は応援団として出演したが、結局司会を担当することはなかった。

### 出場歌手
紅組、      白組、      初出場、      返り咲き。
| 曲順 | 組 | 歌手名                     | 回 | 曲目                     |
| ---- | -- | -------------------------- | -- | ------------------------ |
| 1    | 白 | 野口五郎                   | 5  | 針葉樹                   |
| 2    | 紅 | 山口百恵                   | 3  | 横須賀ストーリー         |
| 3    | 白 | 細川たかし                 | 2  | 置き手紙                 |
| 4    | 紅 | 西川峰子                   | 2  | 峰子のマドロスさん       |
| 5    | 白 | フォーリーブス             | 7  | 踊り子                   |
| 6    | 紅 | キャンディーズ             | 2  | 春一番                   |
| 7    | 白 | 堺正章                     | 6  | 苺の季節                 |
| 8    | 紅 | 南沙織                     | 6  | 哀しい妖精               |
| 9    | 白 | 新沼謙治                   | 初 | 嫁に来ないか             |
| 10   | 紅 | 太田裕美                   | 初 | 木綿のハンカチーフ       |
| 11   | 白 | 内山田洋とクール・ファイブ | 5  | 東京砂漠                 |
| 12   | 紅 | 佐良直美                   | 10 | ひとり旅                 |
| 13   | 白 | 西城秀樹                   | 3  | 若き獅子たち             |
| 14   | 紅 | 和田アキ子                 | 7  | 雨のサタデー             |
| 15   | 紅 | 桜田淳子                   | 3  | 夏にご用心               |
| 16   | 白 | 郷ひろみ                   | 4  | あなたがいたから僕がいた |
| 17   | 紅 | 研ナオコ                   | 初 | LA-LA-LA                 |
| 18   | 白 | あおい輝彦                 | 初 | あなただけを             |
| 19   | 紅 | 梓みちよ                   | 10 | メランコリー             |
| 20   | 白 | 菅原洋一                   | 10 | 夜のタンゴ               |
| 21   | 紅 | 伊藤咲子                   | 初 | きみ可愛いね             |
| 22   | 白 | 田中星児                   | 初 | ビューティフル・サンデー |
| 23   | 紅 | いしだあゆみ               | 8  | 時には一人で             |
| 24   | 白 | 橋幸夫                     | 17 | 俺ら次郎長               |
| 25   | 紅 | 森昌子                     | 4  | 恋ひとつ雪景色           |
| 26   | 白 | 三橋美智也                 | 13 | 津軽甚句                 |
| 27   | 紅 | 岩崎宏美                   | 2  | ファンタジー             |
| 28   | 白 | 三波春夫                   | 19 | 人生おけさ               |
| 29   | 紅 | 藤圭子                     | 5  | はしご酒                 |
| 30   | 白 | 殿さまキングス             | 3  | 恋は紅いバラ             |
| 31   | 紅 | 水前寺清子                 | 12 | 鬼面児                   |
| 32   | 白 | 村田英雄                   | 15 | 男の土俵                 |
| 33   | 紅 | 由紀さおり                 | 8  | つかの間の雨             |
| 34   | 白 | ダークダックス             | 15 | 二十二歳まで             |
| 35   | 紅 | 島倉千代子                 | 20 | 逢いたいなァあの人に     |
| 36   | 白 | フランク永井               | 20 | 東京午前三時             |
| 37   | 白 | 森進一                     | 9  | さざんか                 |
| 38   | 紅 | 八代亜紀                   | 4  | もう一度逢いたい         |
| 39   | 白 | 加山雄三                   | 3  | ぼくの妹に               |
| 40   | 紅 | 二葉百合子                 | 初 | 岸壁の母                 |
| 41   | 白 | 春日八郎                   | 18 | あん時ゃどしゃ降り       |
| 42   | 紅 | 小柳ルミ子                 | 6  | 逢いたくて北国へ         |
| 43   | 白 | 北島三郎                   | 14 | 歩                       |
| 44   | 紅 | 青江三奈                   | 10 | 女から男への手紙         |
| 45   | 白 | 布施明                     | 10 | 落葉が雪に               |
| 46   | 紅 | ちあきなおみ               | 7  | 酒場川                   |
| 47   | 白 | 五木ひろし                 | 6  | 愛の始発                 |
| 48   | 紅 | 都はるみ                   | 12 | 北の宿から               |

#### 選考を巡って
- 前回の出場歌手の中より今回不選出となった歌手は以下。 
  - 紅組:アグネス・チャン[注釈 4]・伊東ゆかり・チェリッシュ・森山良子
  - 白組:沢田研二[注釈 5]・ずうとるび・ダウン・タウン・ブギウギ・バンド・にしきのあきら[注釈 6]・三善英史
- この年、「およげ!たいやきくん」がオリコン史上最高の460万枚の売り上げを記録した子門真人が不出場。歌手発表の場で各メディアから「フジテレビ発のヒットだから落としたのか」（同曲はフジテレビ系列『ひらけ!ポンキッキ』内の楽曲）との質問に対し、NHK側はアンケートでの支持が低かったためである、と回答した（アンケートは歌手名での投票となるため、楽曲先行でブレイクした歌手の場合はアンケート支持が落ちる場合がある）[2]。
- この回の紅白では他にも、NHKのアンケート結果によって当落が左右されるケースが多かった。フォーク・ニューミュージック界からは荒井由実、イルカ、田山雅充らが候補に上ったが、「都会の10代、20代の支持は高いが、30代以上の支持は皆無に等しい」との理由で選出されず、この年新人賞を争った内藤やす子と新沼謙治では、「楽曲の人気は内藤が上だが、特に地方の視聴者の間では新沼が根強い人気を誇る」との理由で新沼のみが選出された。歌手選考の最終過程である外部の「ご意見を伺う会」では、内藤を選出される意見が出たがNHKサイドが押し通した他、外部側は中村雅俊を推したが、既に加山雄三やあおい輝彦ら、本職俳優の歌手が選出されたことを理由に落とされた。また、「青江三奈は古すぎるのではないか」と意見されたが、「アンケートでは全国的に根強い支持がある」との理由でそのまま連続出場となった[3]。

### 演奏
- 紅組：ダン池田とニューブリード・東京放送管弦楽団（指揮:ダン池田）
- 白組：小野満とスイング・ビーバーズ・東京放送管弦楽団（指揮:小野満）
- 演奏ゲスト
  - 宮川泰 - 梓みちよの伴奏（キーボード）
  - 東海林修 - 菅原洋一の指揮
  - 世良譲 - 由紀さおりの伴奏（ピアノ）
  - 森ミドリ - ダークダックスの伴奏（パイプオルガン）

### 審査員
- 池田彌三郎（慶應義塾大学教授・国文・民俗学者）
- 浅丘ルリ子（女優。翌年の大河ドラマ『花神』のイネ役）
- 中村梅之助（歌舞伎俳優。同じく『花神』の主人公・大村益次郎役）
- 小野清子（元体操選手・東京教育大学非常勤講師）
- 村上隆（プロゴルファー。ワールドカップ日本代表。翌年のマスターズに招待。）
- 堤加蓉子（女流棋士、この年の関東地区学生本因坊、『NHK囲碁講座』レギュラー）
- カロリーナ・ピレス・ド・リオ（ブラジル代理大使令嬢）
- 若三杉壽人（大相撲・関脇）
- 川上哲治（NHK野球解説者）
- 地方審査員（全国400名）

### ゲスト出演者
- 鈴木ヒロミツ（タレント。太田裕美と内山田洋とクール・ファイブの曲間）
- 王貞治（東京読売巨人軍内野手。紅白中間審査）
- アグネス・ラム（タレント。同上および「ラインダンス」）
- 三波伸介（コメディアン。田中星児の曲紹介）
- 西川ひかる（タレント。同上）
- 東八郎（コメディアン。同上）
- ゴロンタ、トムトム、チャムチャム（『おかあさんといっしょ』の｢ゴロンタ・トムトム・チャムチャムと遊ぶ｣キャラクター。田中星児の曲中）
- トッポ・ジージョ（イタリアの人形キャラクター。同上）
- コント・ラッキー7（コメディアン。森昌子の曲紹介）
- 森光子（女優。同上・同年の第18回日本レコード大賞授賞式の司会者であったが、同授賞式終了後、レコード大賞の会場である帝国劇場から駆けつけた）
- 岩井半四郎（歌舞伎俳優。三橋美智也と岩崎宏美の曲間）
- はかま満緒（放送作家。殿さまキングスの曲紹介）
- 26代 木村庄之助（大相撲・前立行司。村田英雄の曲中）
- 鈴鹿景子（女優。この年下期の連続テレビ小説『火の国に』のヒロイン・桜木香子役。小柳ルミ子の曲紹介）
- 山内賢（俳優。同じく『火の国に』の青年獣医・吉野正役。同上）
- 斎藤恵子（『ニュースセンター9時』のお天気キャスター。春日八郎の曲紹介）

## 当日のステージ・エピソード
- オープニングでは、最初に新宿の高層ビルに“紅白”の縦書き2文字が部屋の照明が窓から現れ、次にNHKの噴水へ移り、やがて暗いホールに入って聖夜を思わせるようなパイプオルガンの効果音後に開幕ファンファーレ[4]が鳴り響き、佐良・山川が「第27回NHK紅白歌合戦!!」と開会宣言、入場行進曲の「スタイン・ソング」（乾杯の歌）となるエフェクトが取り入れられていた。
- 例年は両軍司会により行われるのが慣例であった冒頭での選手宣誓は今回以降、出場歌手のペアで担当することとなった。今回は水前寺清子（紅組司会経験あり）と森進一が行った。
- 紅組トップバッターの山口百恵は、この年の民放版『ゆく年くる年』の司会に選ばれており、歌唱後そちらに出演した。
- 太田裕美の「木綿のハンカチーフ」は4番までの歌詞の内、時間の都合上1番と4番だけにする予定だった。しかし太田の関係者が「1・4番だけだとこの歌全体の意味が成り立たない」との理由で、結局1・3・4番を歌うことに。その替わりに曲のテンポを速くすることとしたが、紅白本番での同曲は、オリジナルレコードよりも相当に速いスピードで演奏された。他に八代亜紀の「もう一度逢いたい」でも同様に、曲のテンポを速くしてフルコーラスで歌唱された。
- 紅組司会の佐良が歌手として出演する際の曲紹介は紅組応援団が行った。
- 中間発表後に白組の特別ゲストとして王貞治が登場。投手役の草刈正雄、捕手の三橋美智也を相手に、ステージからホールの客席に向けてバッティングをした。
- 水前寺清子のステージでは、石川県能登地方の御神乗太鼓がバックで演奏した。
- 由紀さおりのステージでは、ブレイク前のアルフィー[注釈 7]のメンバーのうち坂崎幸之助と高見沢俊彦が伴奏として参加したが、立ち位置の関係で画面には映っておらず、桜井賢は招待されなかった。
- 紅組トリは、前年まで19年連続で美空ひばりと島倉千代子が独占していたが、この年は「北の宿から」が大ヒットして都はるみが初の大トリをとった。
- 紅組が優勝（通算15勝12敗）。優勝司会者への優勝旗授与は歴代NHK芸能局長もしくは副放送総局長が行っていたが、今回はNHKの野球解説を担当していた川上哲治がその役を務めた。
- 今回まで、出場歌手名の表示はゴシック体が使われていた。また出場回数は表示されなくなったが、オープニングからテロップやスイッチャーのミスが多々あった。
- この年12月22日に沖縄県先島諸島でNHKテレビの同時放送が開始されたため、今回からテレビでも生放送で視聴できるようになった（それまでは翌年元日夜に1日遅れでの放送だった。またラジオでは1972年より生放送で聴くことができた）。

## 後日譚
1994年12月28日に『思い出の紅白歌合戦』（BS2）で再放送された。BS2での全編再放送はこの1回限りである。